# TurnHeelWrestling
TurnHeelWrestling.com, también conocido como THW o TurnHeel, es una página web especializada en la traducción de noticias al español elaboradas por partes de medios ingleses acerca de lucha libre profesional y artes marciales mixtas fundado en 2019.
Es una página web especializada en WWE y en AEW. Además de en otras empresas de lucha libre como NJPW, ROH, IMPACT Wrestling o GCW. 
En 2022 se convirtió en uno de los medios de lucha libre más consultados por detrás de SoloWrestling y Super Luchas.